# Košické Oľšany
Košické Oľšany – wieś (obec) na Słowacji położona w kraju koszyckim, w powiecie Koszyce-okolice. Pierwsze wzmianki o miejscowości pochodzą z roku 1288. 
Według danych z dnia 31 grudnia 2012, wieś zamieszkiwało 1221 osób, w tym 625 kobiet i 596 mężczyzn.
W 2001 roku rozkład populacji względem narodowości i przynależności etnicznej wyglądał następująco:
- Słowacy – 89,01%
- Czesi – 0,45%
- Polacy – 0,09%
- Romowie – 8,4%
- Rusini – 0,09%
- Węgrzy – 0,89%

Ze względu na wyznawaną religię struktura mieszkańców kształtowała się w 2001 roku następująco:
- Katolicy rzymscy – 82,84%
- Grekokatolicy – 3,84%
- Ewangelicy – 2,77%
- Ateiści – 1,79%
- Nie podano – 1,7%